# Maco jezik
Maco jezik (ISO 639-3: wpc; itoto, jojod, mako, wotuja, máco, máko, maku) je jezik porodice saliva, kojim govori 2 500 ljudi (2002 J. Miller) iz plemena Maco na pritokama rijeke Ventuari, Wapuchi, Paru, Yureba i Marueta. Najvažnija sela su im Marueta, Wapuchi, Porvenir, Tavi-Tavi, Mariche i Morocoto.
Maco su lovci i ribari, koji se danas služe i jezicima piaroa [pid] ili španjolskim [spa]. Dok nije postao priznat posebnim jezikom vodio se s rezervom kao dijalekt jezika piaroa
Ime máco je karipskog ili aravačkog porijekla koje označava porobljene skupine, znači da izvorno nije bilo etničkog značenja nego je ukazivao na njihov socijalni status. Takvih skupina bilo je i među Piaroa Indijancima

## Vanjske poveznice
- Ethnologue (14th)
- Ethnologue (15th)